# 福良 (南あわじ市)
福良（ふくら）は、兵庫県南あわじ市の町丁。
地内は地番区域として甲・乙・丙に分かれており、郵便番号は656-0501（福良甲）・656-0502（福良乙）・656-0503（福良丙）で分けられている。
本項では、三原郡に属し領域を同じくした町である福良町（ふくらちょう）についても記す。

## 地理
南あわじ市の南西部、南西で紀伊水道に面する。旧・南淡町の中心地で、かつては洲本市との間を淡路交通鉄道線が結んでいた。南で阿万塩屋町、東で北阿万筒井・潮美台・賀集鍛冶屋・賀集・賀集八幡、北で志知飯山寺・志知口・志知奥・伊加利・阿名賀に接する。洲本市方面から国道28号が、海岸沿いを兵庫県道25号阿万福良湊線が通過するほか、西端の鳴門岬を神戸淡路鳴門自動車道（大鳴門橋）と兵庫県道237号鳴門観潮線が通過する。

### 海洋
- 紀伊水道
- 福良湾

### 島嶼
- 煙島
- 大園島

### 岬
- 鳴門岬

### 小字
以下の小字が設定されている。GISデータでは小字単位の町域で区別され、南あわじ市では小字単位で人口・世帯の集計が行われている。
- 東本町、向谷、築地、本町、東一丁目、西一丁目、二丁目、北納屋町、南納屋町、備前町、仲之町、戎町、住吉町、五分一町、網屋町、谷川町、東十軒家、西十軒家、仁尾、かるも、浜町、うずしお台

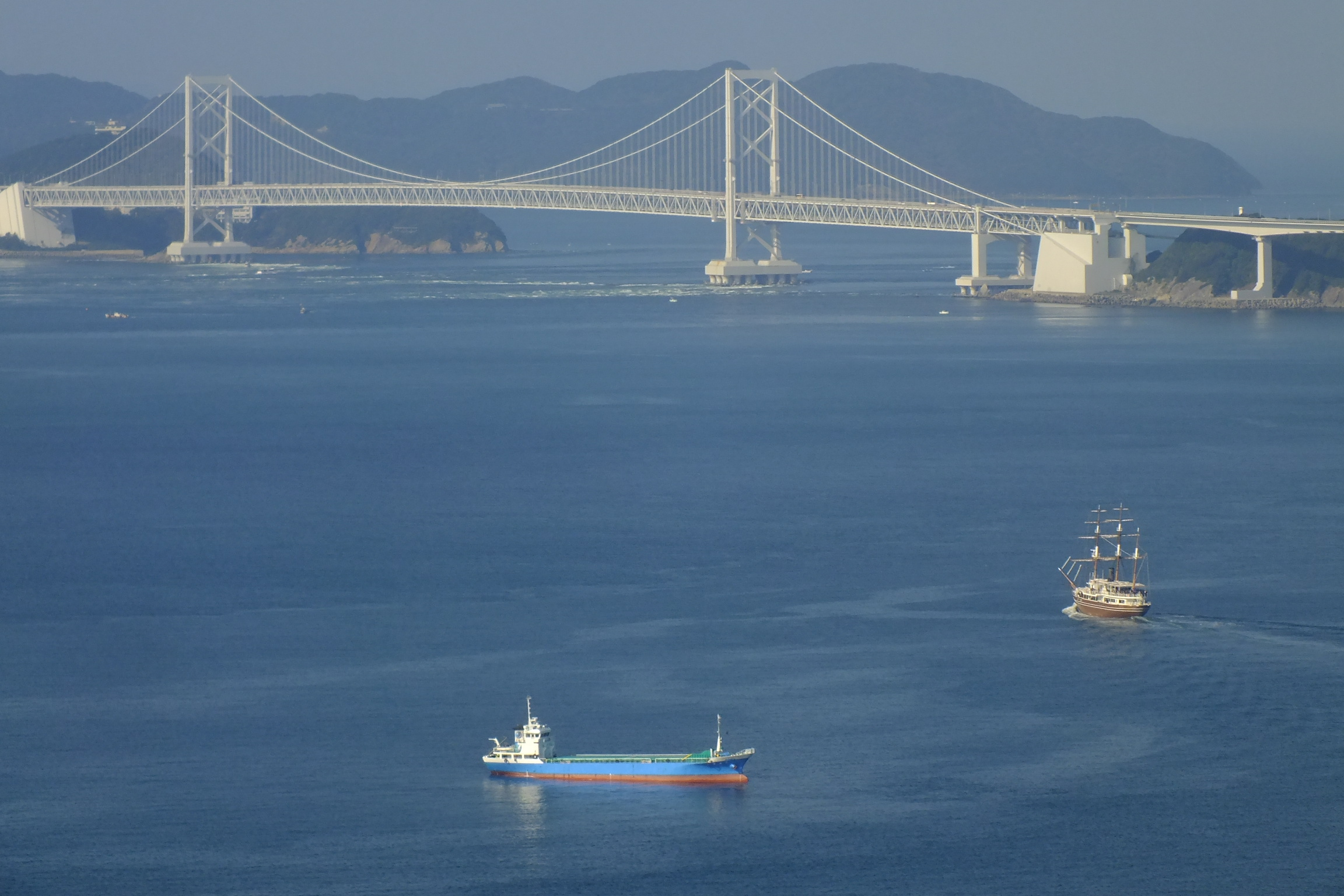
福良湾から見る大鳴門橋
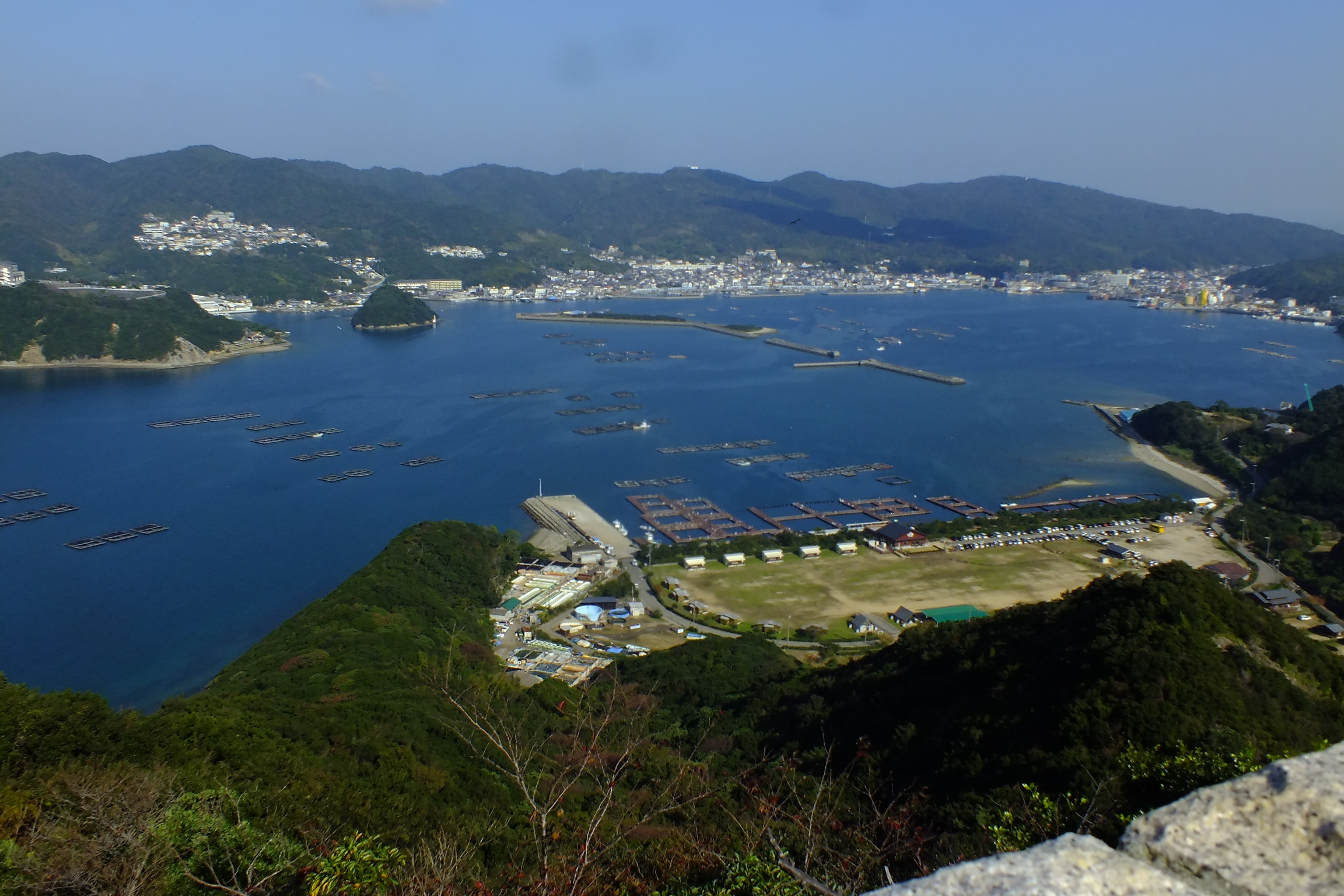
淡路じゃのひれアウトドアリゾートと福良湾
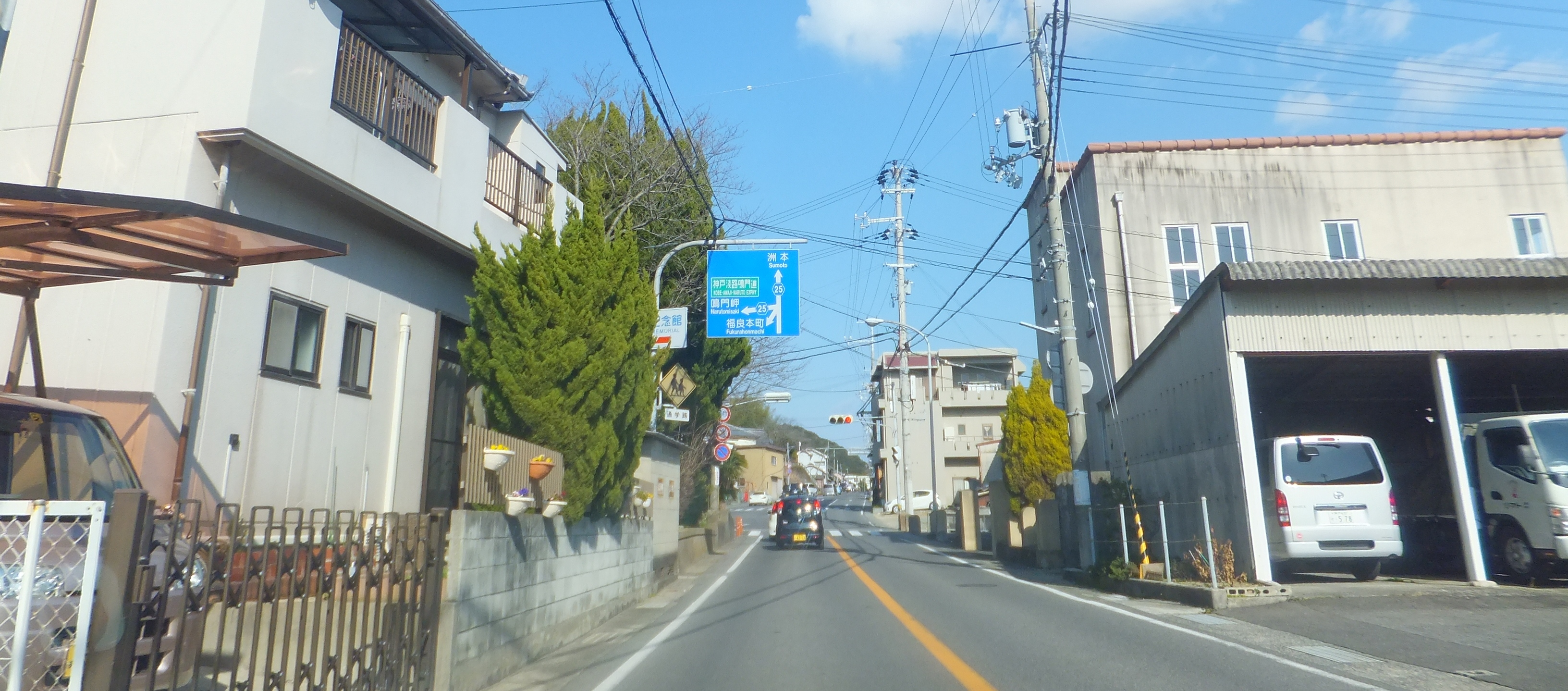
福良市街地（福良甲）

### 世帯数と人口
2023年（令和5年）3月31日時点の世帯数と人口は以下の通りである。
| 町丁 | 世帯数    | 人口    |
| ---- | --------- | ------- |
| 福良 | 2,385世帯 | 4,454人 |

### 小・中学校の学区
市立小・中学校に通う場合、学区は以下の通りとなる。
| 大字 | 番地 | 小学校                 | 中学校                 |
| ---- | ---- | ---------------------- | ---------------------- |
| 福良 | 全域 | 南あわじ市立福良小学校 | 南あわじ市立南淡中学校 |

## 歴史
- 律令国としては淡路国。幕末時点の福良浦は徳島藩領。
- 明治4年7月14日（1871年8月29日） - 廃藩置県により徳島県の管轄となる。
- 明治4年11月15日（1871年12月26日） - 第1次府県統合により名東県の管轄となる。
- 1876年（明治9年）8月21日 - 第2次府県統合により兵庫県の管轄となる。
- 1889年（明治22年）4月1日 - 町村制の施行により、近世以来の福良浦が単独で自治体を形成して三原郡福良町が発足。
- 1950年（昭和25年）3月31日 - 町内に昭和天皇の戦後巡幸。淡陶株式会社の珉平焼工場などを視察[8]。
- 1955年（昭和30年）4月29日 - 福良町が南淡町・沼島村と合併し、改めて南淡町が発足。南淡町大字福良となる。
- 1983年（昭和58年） - 地内の一部が潮美台一・三丁目となる。
- 1984年（昭和59年） - 地内の一部が潮美台一 - 三丁目となる。
- 2005年（平成17年）1月11日 - 南淡町が緑町・西淡町・三原町と合併して南あわじ市が発足。南あわじ市福良となる。

## 経済

### 漁業
福良港では漁船による釣りが行われており、鳴門海峡へ釣りに出かけ、鳴門鯛などを対象としている。福良港や鳴門海峡で釣れる魚種は、鳴門鯛をはじめとしてアオリ、カレイ、アジ、キス、サバ、タチウオ、サヨリ、ハマチ、スズキ、チヌ、メバルなどである。

## 交通

### 鉄道
1925年（大正14年）から1966年（昭和41年）にかけて、淡路交通鉄道線の終着駅である福良駅が町内に存在した。同線の廃止以降、域内に鉄道は存在しない。

### バス
淡路交通
- 三ノ宮・福良線（神姫バスと共同運行）
  - 三ノ宮（神姫バス三ノ宮バスターミナル） - 高速舞子 - 洲本IC - 緑PA - 榎列 - 陸の港西淡 - 福良
- 舞子・福良線
  - 高速舞子 - 淡路ICから榎列間の各停留所 - 陸の港西淡 - 福良
  - 高速舞子 - 淡路ICから淡路島南IC間の各停留所 - 苅藻 - 仁尾 - 原田 - 福良
- 縦貫線
  - 岩屋 - 東浦バスターミナル - 津名港（朝の1往復のみ津名中学校前） - 洲本高速バスセンター- 洲本IC - 広田 - （鳥井/ファームパーク） - 国衙 - 福良（岩屋発または岩屋行きの一部便が新加茂橋・宇山を経由し下加茂を発着）

らん・らんバス
- 南循環線（うずしお号）
  - 中林病院前 - イオン南淡路店前 - 原田 - 仁尾 - 淡路人形座前 - 南淡庁舎前 - ゆーぷる前（早朝便は非経由） - 潮見台 - イオン南淡路店前 - 中林病院前 - イオン南淡路店前 - 賀集 - 南淡路病院前 - 賀集 - イオン南淡路店前 - 中林病院前

### 道路
- 神戸淡路鳴門自動車道（大鳴門橋）
- 国道28号
- 兵庫県道25号阿万福良湊線（うずしおライン）
- 兵庫県道237号鳴門観潮線
  - 道の駅うずしお

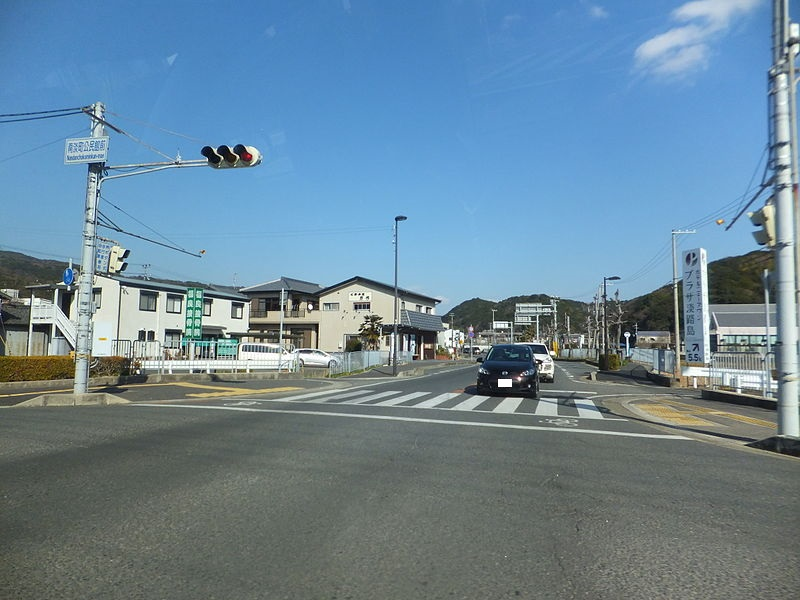
国道28号 福良甲で撮影
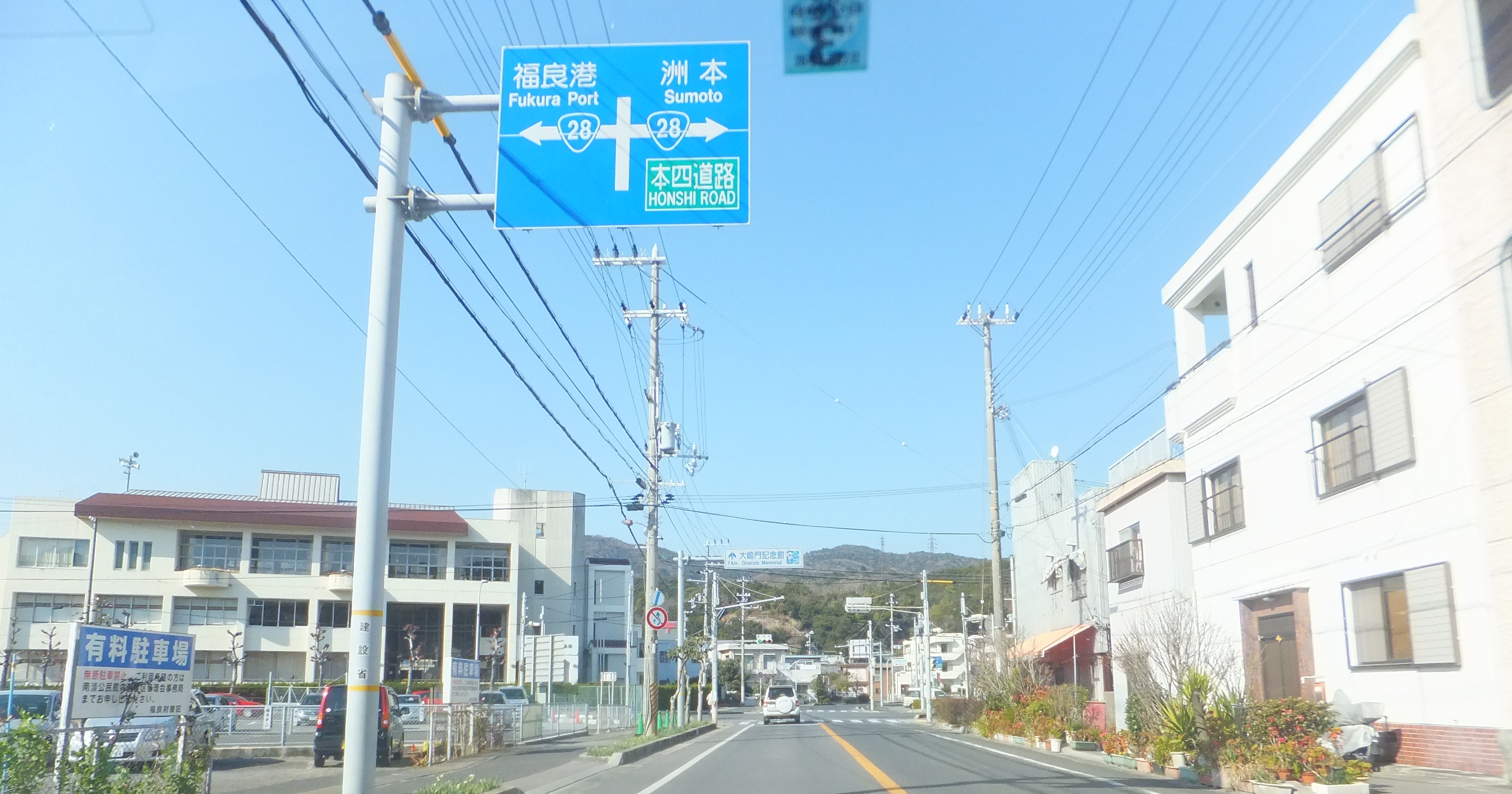
兵庫県道25号阿万福良湊線 福良港で撮影
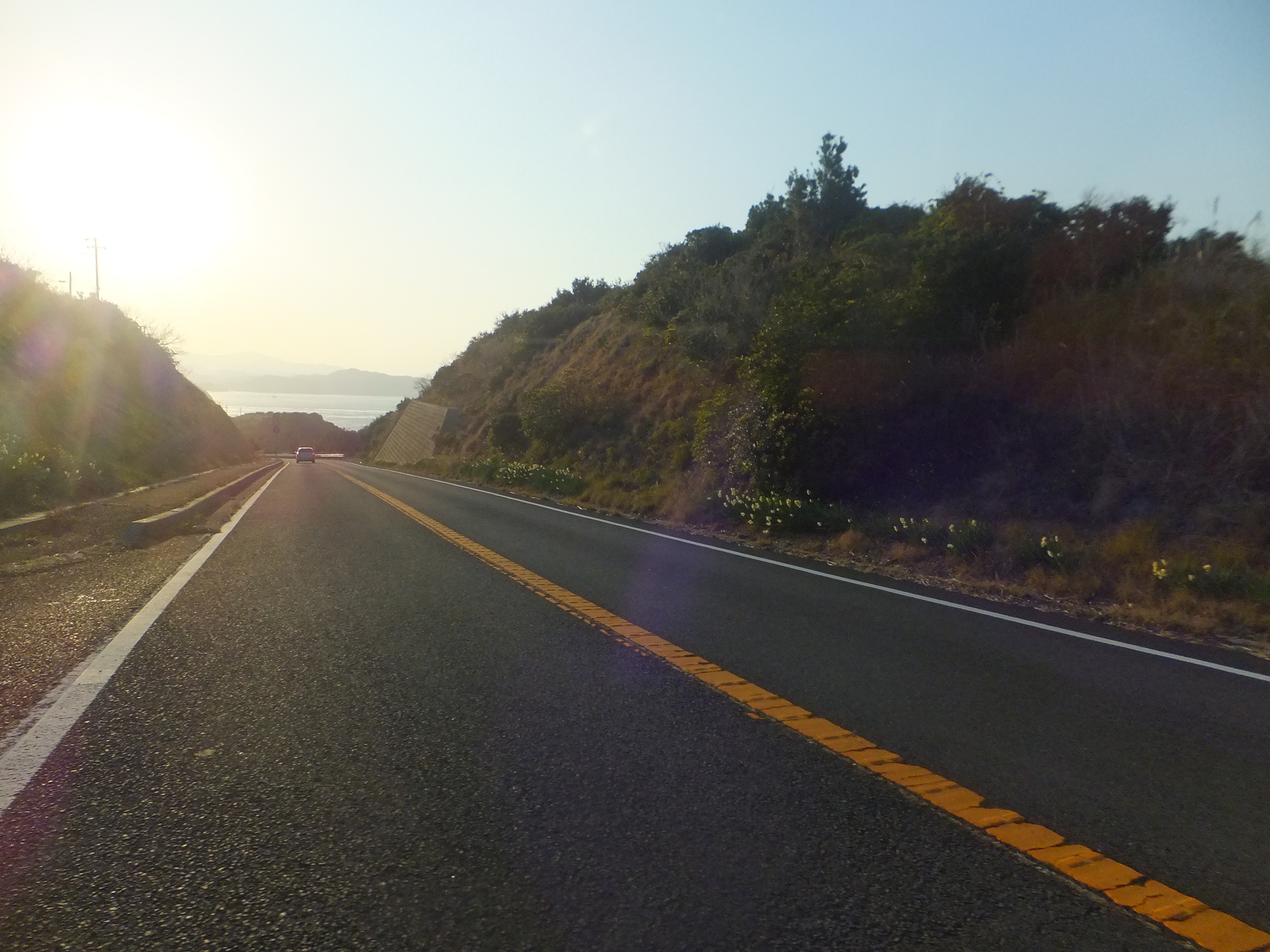
兵庫県道237号鳴門観潮線 福良乙で撮影

### 港湾
- 福良港

## 施設

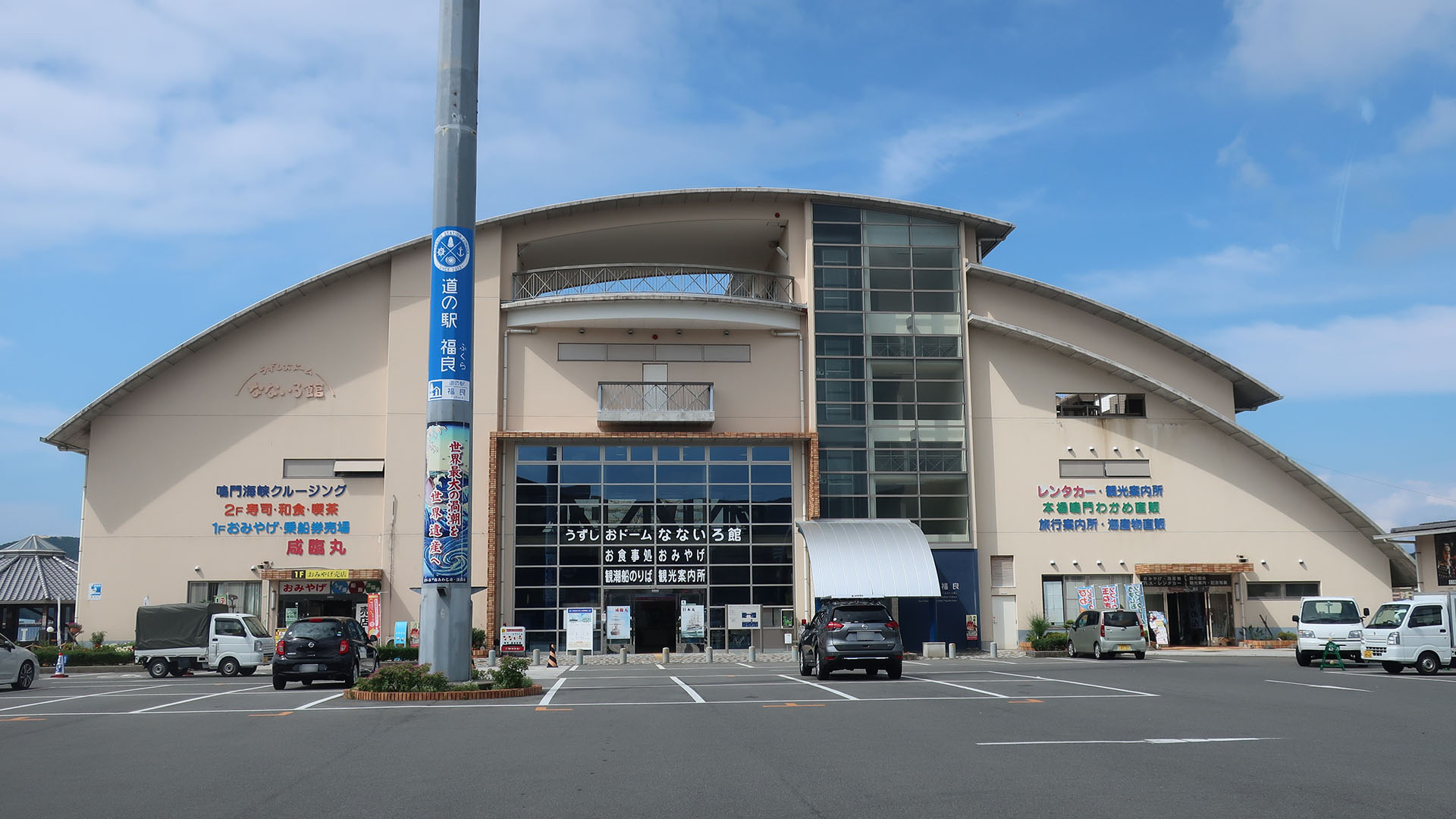
道の駅福良

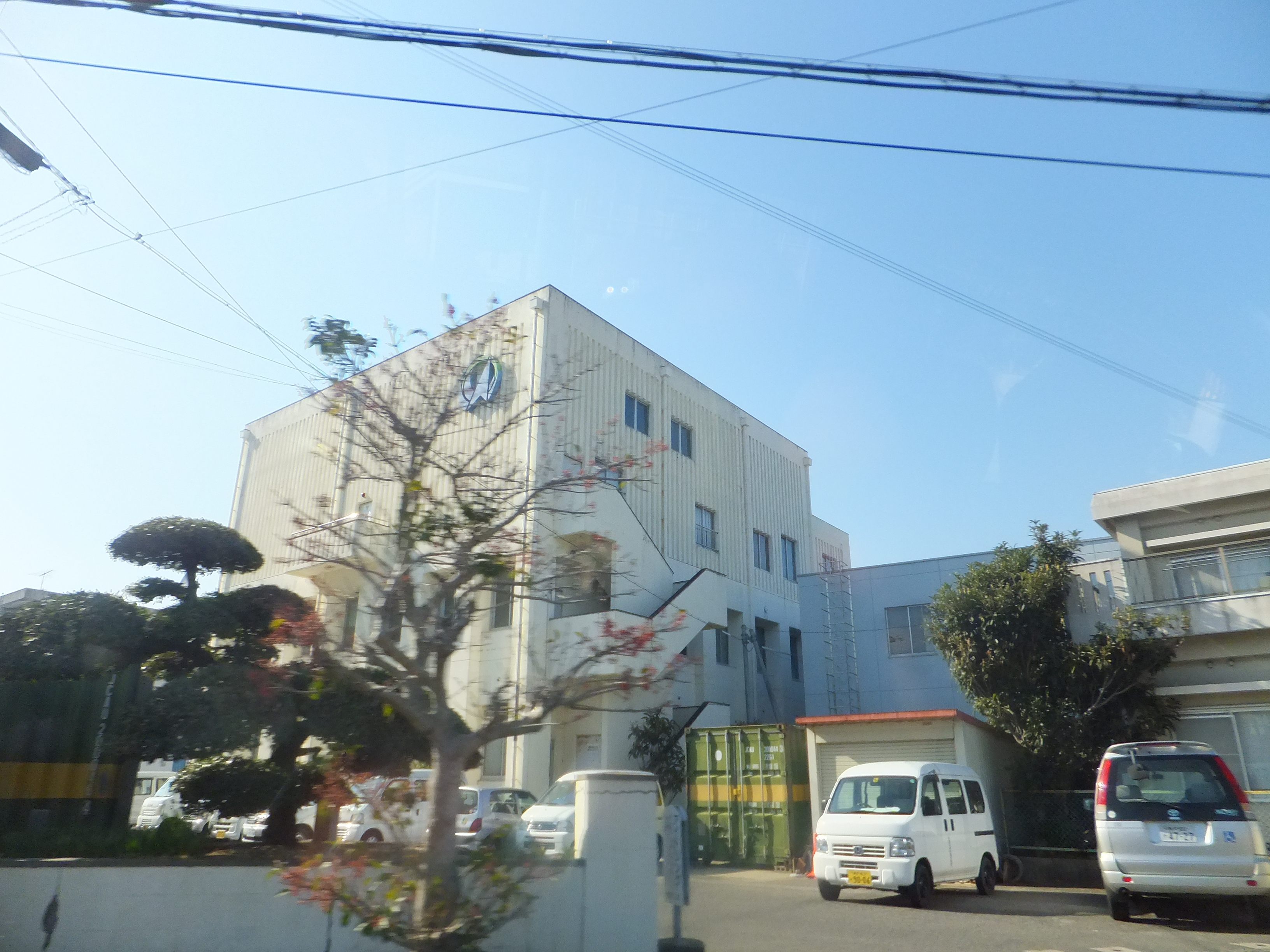
南あわじ市役所南淡庁舎
- 道の駅福良
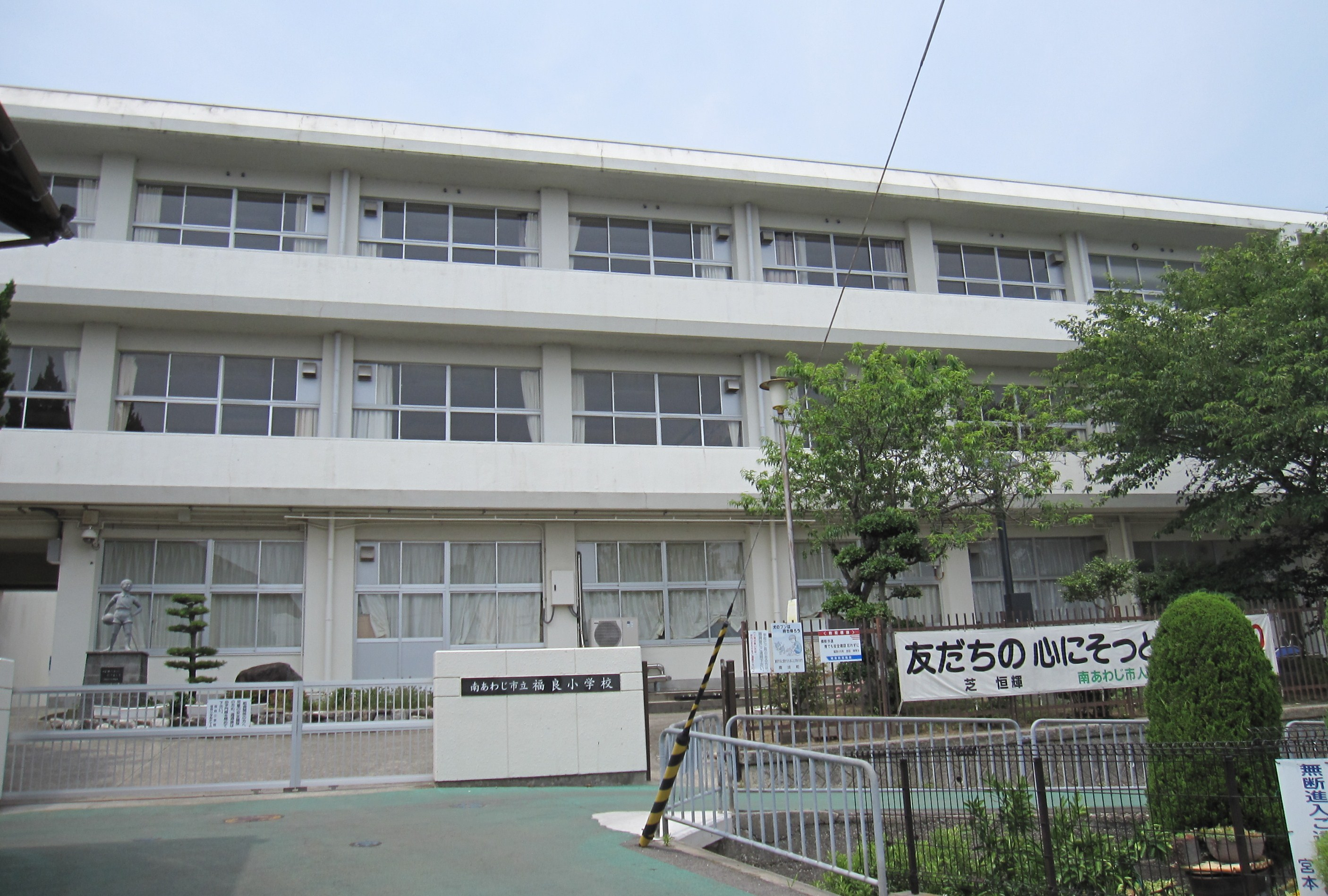
南あわじ市立福良小学校
南あわじ市立図書館
- 南あわじ市老人ホームさくら苑
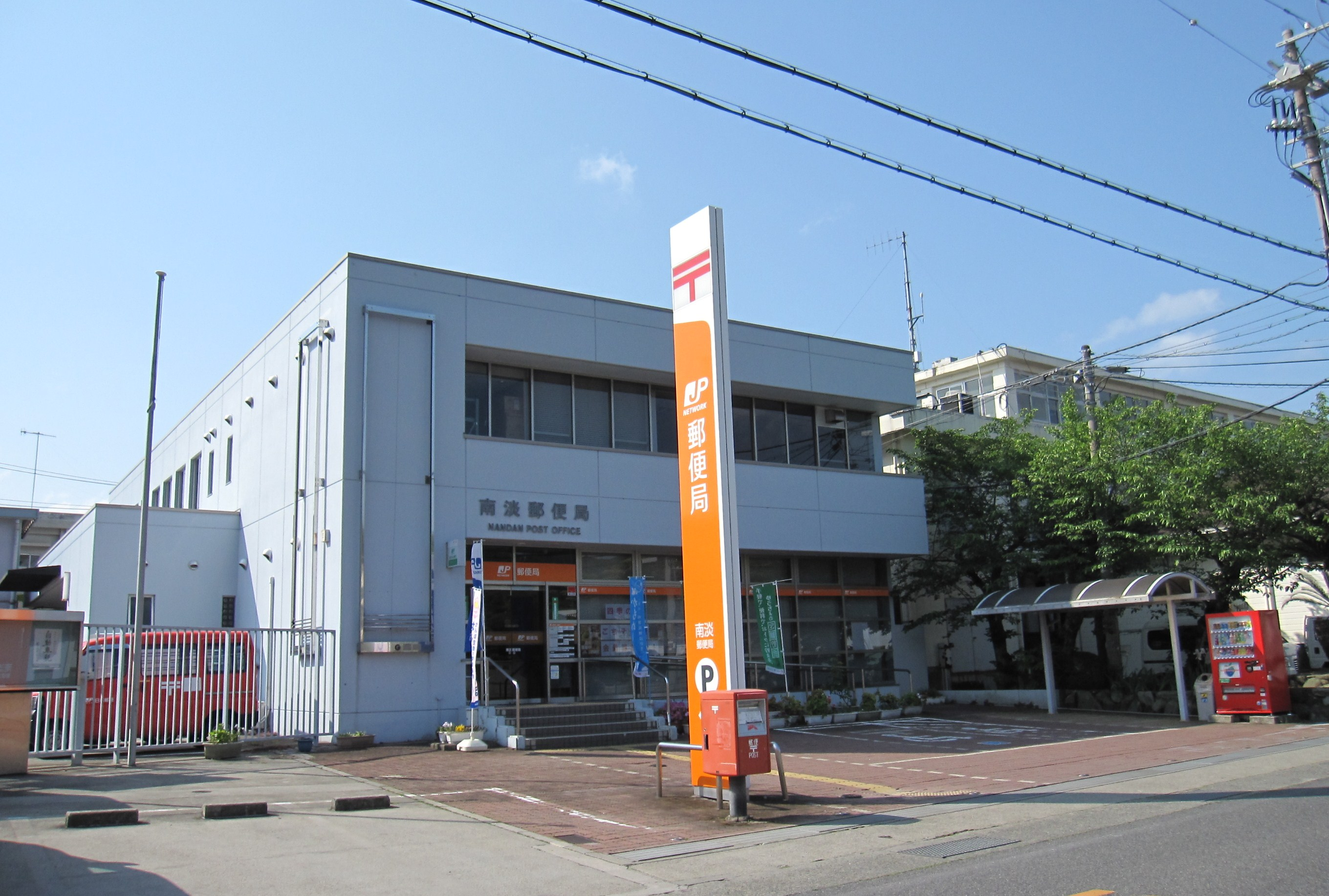
南淡郵便局
- 福良浄化センター

- 南あわじ市役所南淡庁舎
- 南あわじ市立福良小学校
- 南あわじ市立図書館
- 南淡郵便局

## 名所・旧跡・観光スポット

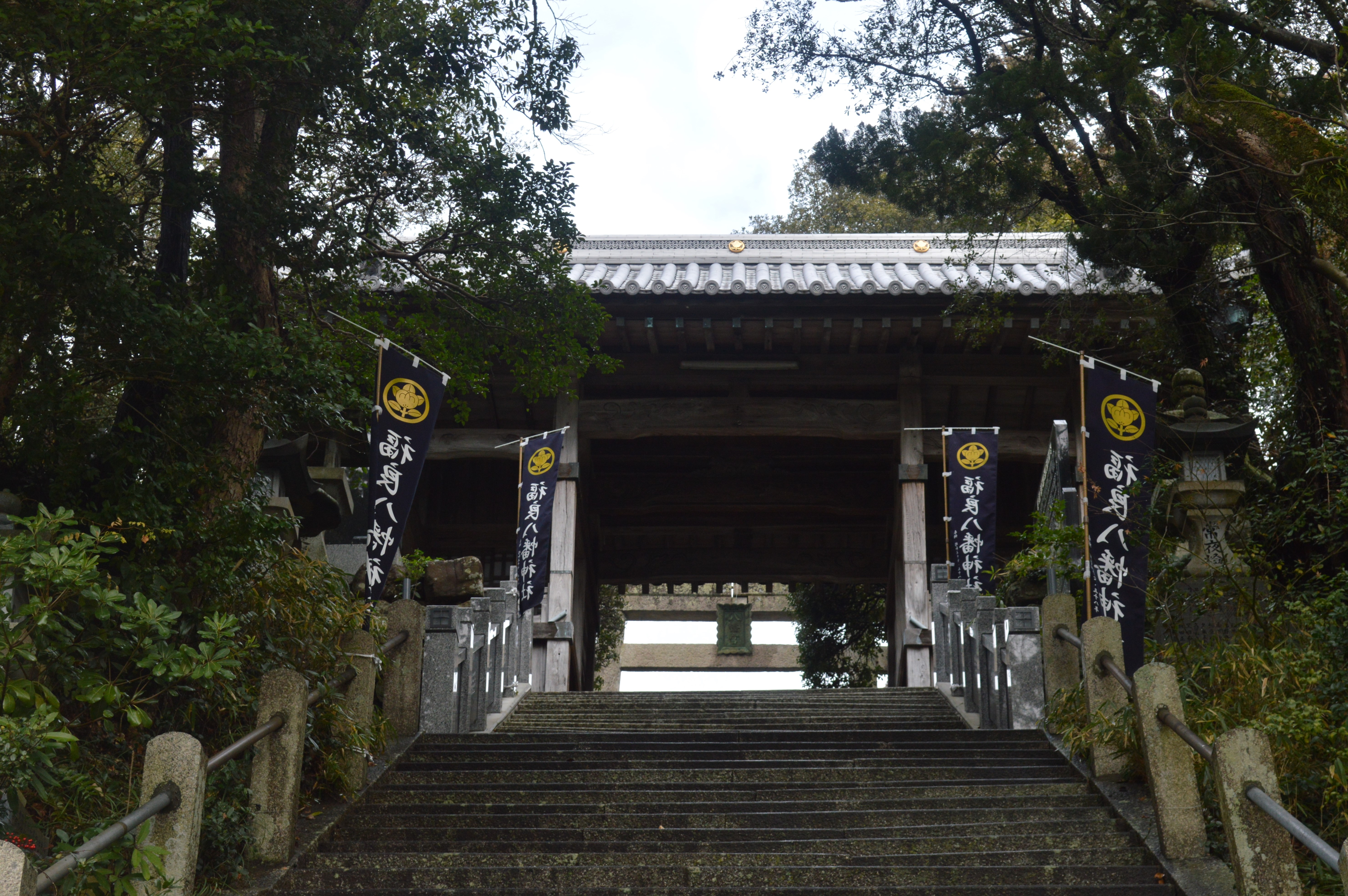
福良八幡神社

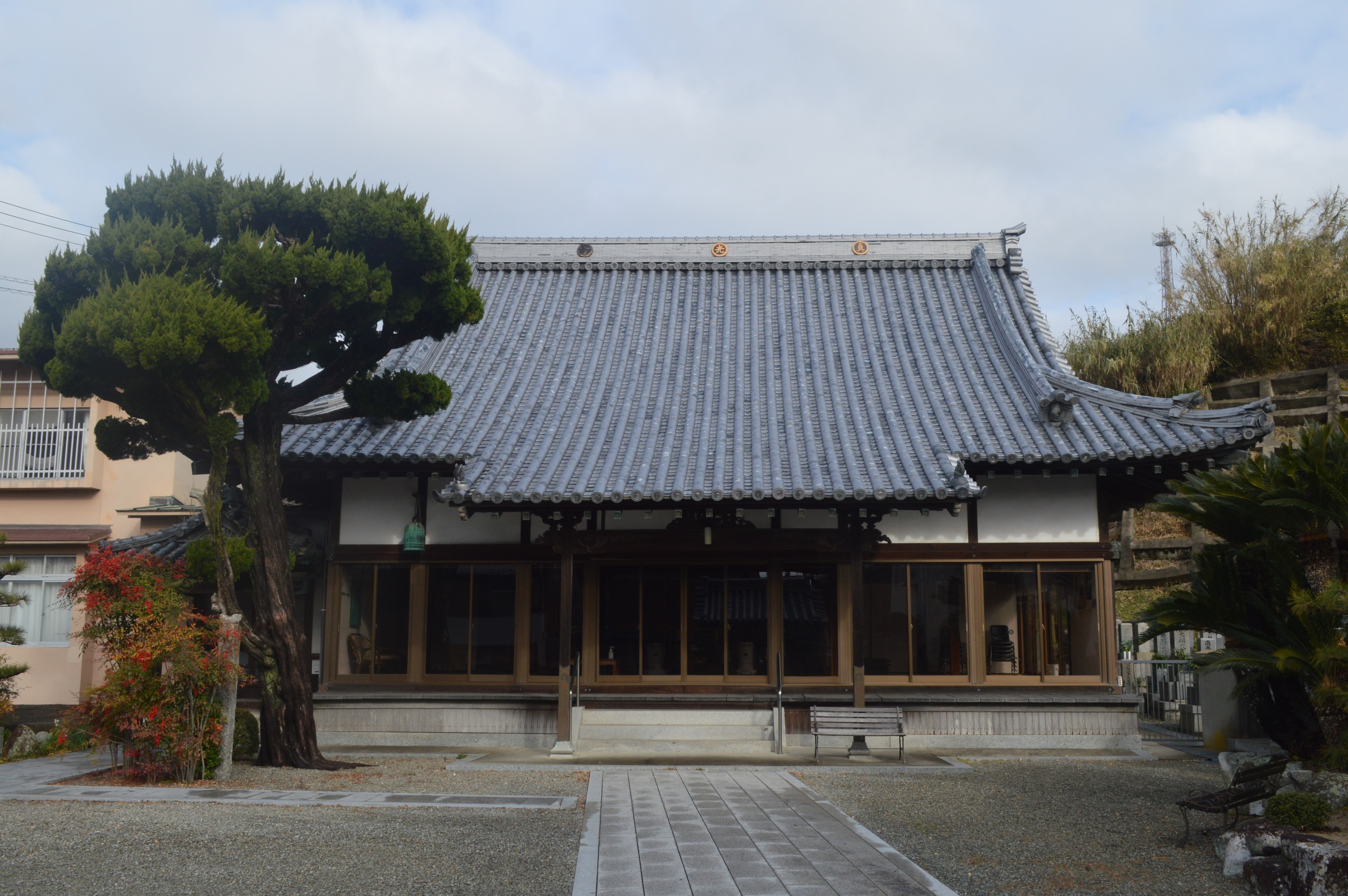
真光寺
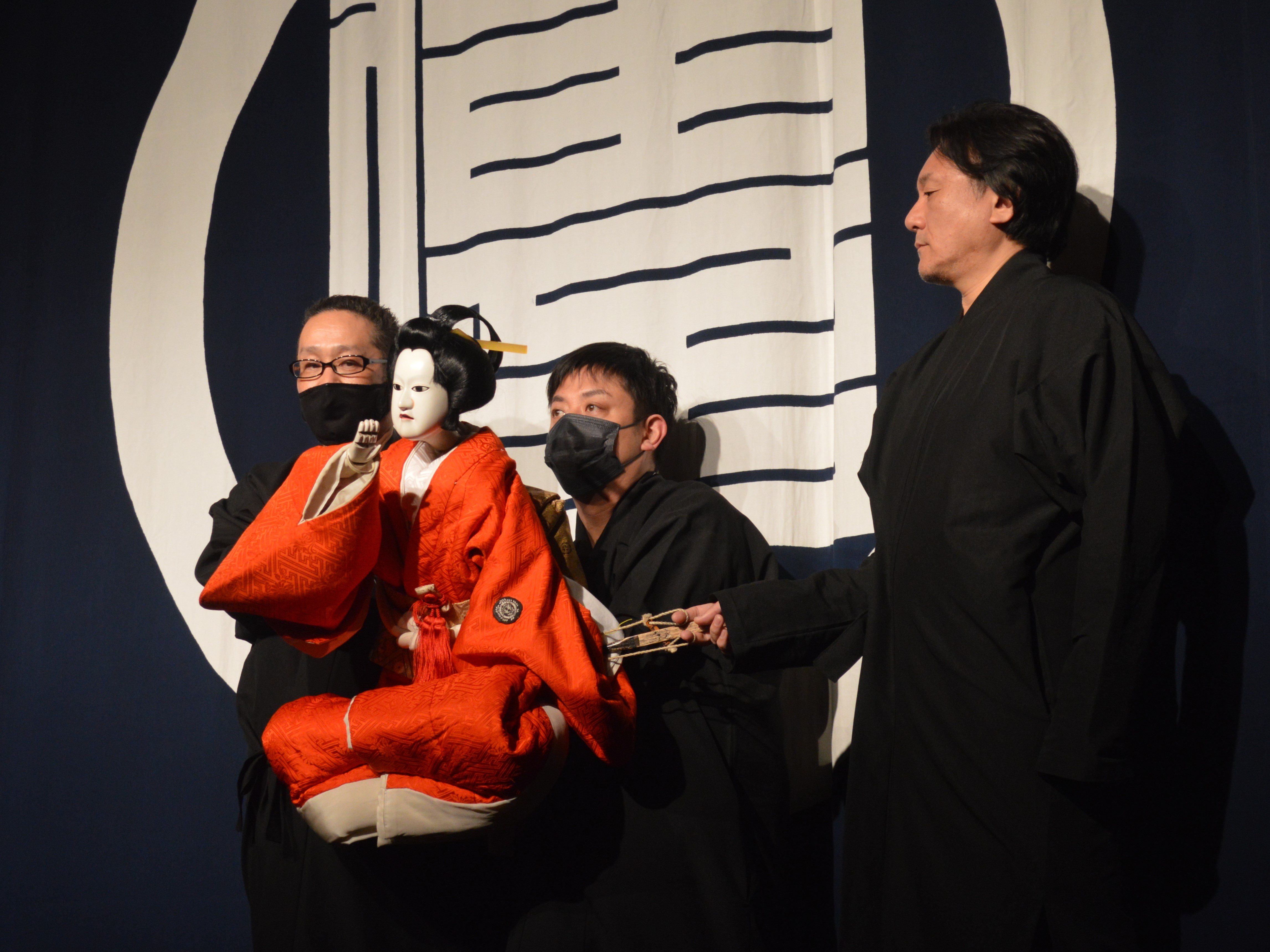
淡路人形座

- 福良八幡神社
- 中山明神社
- 秋葉神社
- 郷殿神社
- 御嶽神社
- 恵比須神社
- 厳島神社
- 真光寺
- 報身寺
- 慈眼寺
- 奥ノ院
- 淡路人形座
- うずの丘大鳴門橋記念館
- グランドメルキュール淡路島リゾート＆スパ
- B&G海洋センター

- 真光寺
- 淡路人形座

## 出身者
- 平瀬與一郎（貝類学者）
- 平瀬信太郎（貝類学者）
- 黒田徳米（貝類学者）
- 上沼恵美子（タレント）